# Jack Howell
Jackson Zophar „Jack“ Howell (* 29. Januar 1899 in San Francisco; † 25. Februar 1967 in Los Angeles) war ein US-amerikanischer Schwimmer.

## Karriere
Howell nahm 1920 an den Qualifikationswettbewerben für die Olympischen Spiele in Antwerpen teil. Hier wurde zunächst sein vermeintlicher Sieg über 400 m Brust aufgrund seiner Disqualifikation annulliert. Der zweite Platz über 200 m Brust war schließlich für eine olympische Qualifikation ausreichend. In Belgien scheiterte der US-Amerikaner in den Wettbewerben über 200 m und 400 m Brust jeweils als Vierter knapp an einer Medaille.
Neben dem Schwimmsport war er für ein Finanzunternehmen tätig.